# Église Saint-Béat d'Épône
L'église Saint-Béat d'Épône est une église paroissiale de style roman, datant des XIe et XIIe siècles, située dans la commune française d'Épône (Yvelines).

## Description

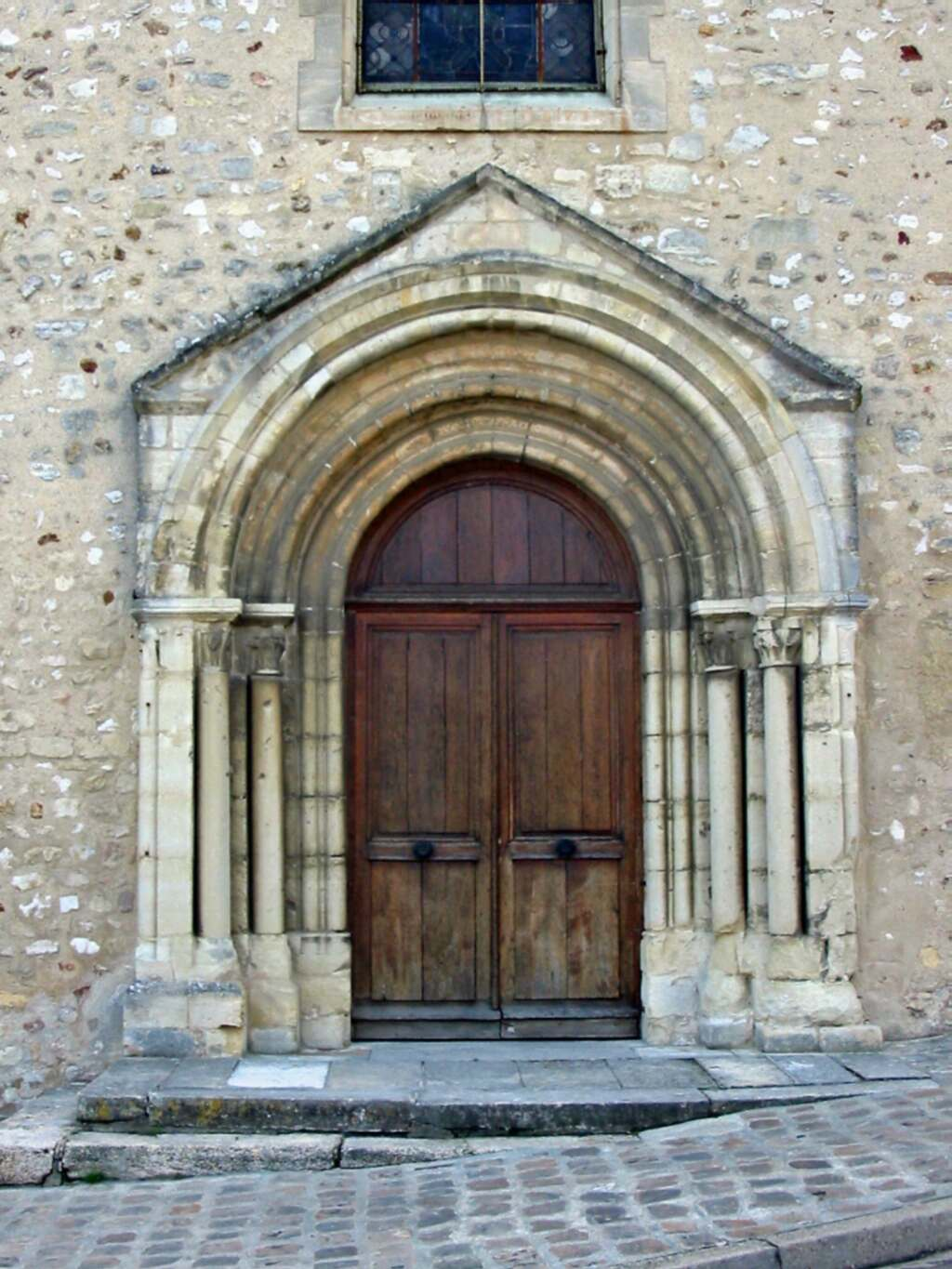
Portail ouest

Située au centre de la ville, cette église est dotée d'un clocher-tour octogonal, surmonté d'une flèche de pierre. Intérieurement, la nef est lambrissée en forme de carène renversée. L'église aurait été dédiée à saint Béat en l'an 982 et est mentionnée dans une donation faite au chapitre de Notre-Dame de Paris en 984. Elle a été fortement restaurée entre 1865 et 1871, en partie reconstruite, notamment la flèche déposée pierre à pierre et remontée. L'intérieur a été restauré en 2003-2004. La porte sous le porche et le clocher ont été classés en 1909 et l'église en 1988. Selon la tradition, la flèche de pierre aurait été édifiée, comme seize autres clochers du Vexin et du Pincerais, par Agnès de Montfort, épouse de Galéran II de Meulan.
Dans le clocher, se trouvent trois cloches de bronze, dont la « Béate » fondue sur place en 1597 et, seule rescapée des destructions de la période révolutionnaire, classée au titre objet des monuments historiques en 1905. Deux autres cloches, « Adolphine Emma Alphonsine » et « Alphonsine Adolphine Emma », ont été installées le 11 août 1901, offertes par le maire et le propriétaire du château de l'époque.
L'église renferme les dalles funéraires en pierre de Jacques Thibault l'Aîné, datant de 1544, et de Jacques Thibault le Jeune, datant de 1545. Ces dalles sont classés au titre objet des monuments historiques depuis 1905.
Un premier ensemble, comprenant le clocher et la porte sous le porche, fait l’objet d’un classement au titre des monuments historiques depuis le 15 mars 1909. Le reste de l’église fait l’objet d’une inscription au titre des monuments historiques depuis le 29 janvier 1988.

## Mobilier

### Dalles funéraires
- Dalle funéraire de Jacques Thibault le Jeune,  XVe siècle, classée au titre objet le 16 janvier 1905
- Dalle funéraire de Jacques Thibault l'Aîné,  XVIe siècle, classée au titre objet le 16 janvier 1905

### Peinture
- La Rencontre d'Eliézer et Rébecca, peinture à l'huile, école italienne du XVIIe siècle, classée au titre objet le 14 octobre 1988. Ce tableau, restauré en 2016-2017 par les services des Archives départementales des Yvelines, a été attribué au  peintre génois Giovanni Andrea de Ferrari (1598-1669)[6].

### Cloche
- Cloche en bronze du XVIe siècle, classée au titre objet le 16 janvier 1905. elle a un parrain et une marraine

### Autres
- Fonts baptismaux du 17e siècle.
- Chaire à prêcher du 18e siècle.
- Orgue de Cavaillé-Coll